# Меделін Гровз
Меделін Гровз (англ. Madeline Groves, нар. 25 травня 1995, Брисбен, Австралія) — австралійська плавчиня, дворазова срібна призерка Олімпійських ігор 2016 року.

## Виступи на Олімпійських іграх
| Олімпіада | Дисципліна         | Місце |
| --------- | ------------------ | ----- |
| Ріо 2016  | 100 м батерфляєм   | 17    |
| Ріо 2016  | 200 м батерфляєм   | 2     |
| Ріо 2016  | 4×100 м комплексом | 2     |